# Tylosaurinae
De Tylosaurinae zijn een groep Mosasauridae.
In 1897 benoemde Samuel Wendell Williston een onderfamilie Tylosaurinae.
De eerste definitie als klade werd in 2008 gegeven door Jack Lee Conrad: de groep bestaande uit Tylosaurus proriger en alle soorten nauwer verwant aan Tylosaurus dan aan Mosasaurus hoffmanni  of Plioplatecarpus marshi.
De groep bestaat uit middelgrote tot grote soorten uit het late Krijt. De meeste leden behoren tot het soortenrijke geslacht Tylosaurus. Een ander geslacht is Taniwhasaurus.